# Kazimierz Kaczor (piłkarz)
Kazimierz Kaczor (ur. 24 listopada 1895, zm. 17 kwietnia 1972) – polski piłkarz, obrońca.

## Życiorys
Był długoletnim piłkarzem Wisły Kraków. W barwach tego klubu w 1927 został mistrzem Polski, sięgnął także po Puchar Polski (1926). W reprezentacji Polski debiutował 25 września 1923 w meczu z Estonią, ostatni raz zagrał dwa lata później. Łącznie rozegrał trzy spotkania.

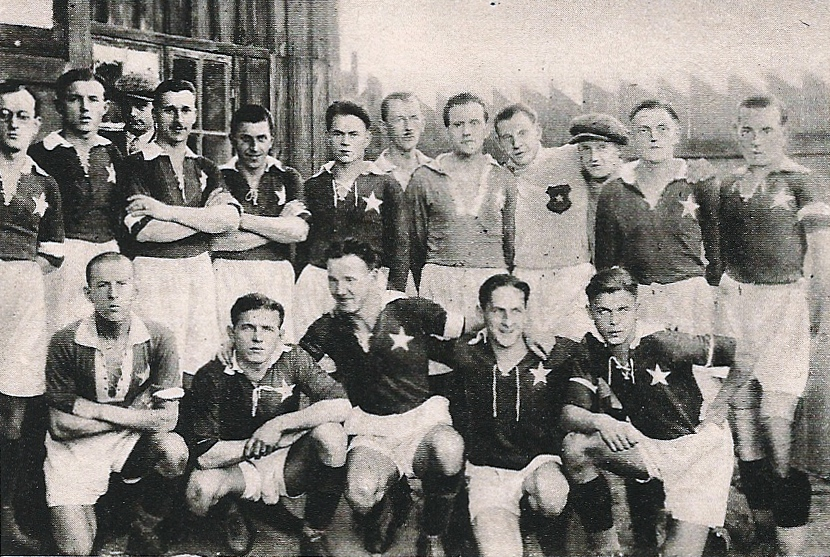
Wisła Kraków w 1927 roku, Kaczor szósty z prawej w górnym rzędzie